# Kentucky Oaks
Groupe I
Les Kentucky Oaks est une course hippique de plat se déroulant au mois de mai sur l'hippodrome de Churchill Downs, à Louisville, dans le Kentucky aux États-Unis.

## Description
Il s'agit d'une course de groupe I réservée aux pouliches de 3 ans, créée en 1875. Elle se déroule traditionnellement le vendredi précédant le Kentucky Derby, son pendant pour les mâles. Elle se court sur la distance de 1 800 mètres, piste en sable, et rassemble les meilleures pouliches du pays. L'allocation s'élève à 1 250 000 $.
La lauréate se voit remettre un trophée et une couverture de fleurs de lys, d'où le surnom de la course, "Lillies for the Fillies". Chaque année l'événement attire sur l'hippodrome jusqu'à 100 000  spectateurs. 

## Palmarès depuis 1988
| Année | Vainqueur          | Pays       | Père               | Jockey              | Entraîneur              | Propriétaire                          | Temps   |
| ----- | ------------------ | ---------- | ------------------ | ------------------- | ----------------------- | ------------------------------------- | ------- |
| 2025  | Good Cheer         | États-Unis | Medaglia d'Oro     | Luis Saez           | Brad Cox                | Godolphin                             | 1'50"15 |
| 2024  | Thorpedo Anna      | États-Unis | Fast Anna          | Brian Hernandez     | Kennie McPeek           | J. Hicks, Magdalena Racing & Co.      | 1'50"83 |
| 2023  | Pretty Mischievous | États-Unis | Into Mischief      | Tyler Gaffalione    | Brendan P. Walsh        | Godolphin                             | 1'49"77 |
| 2022  | Secret Oath        | États-Unis | Arrogate           | Luis Saez           | D. Wayne Lukas          | Briland Farm                          | 1'49"44 |
| 2021  | Malathaat          | États-Unis | Curlin             | John Velazquez      | Todd A. Pletcher        | Shadwell Stable                       | 1'48"99 |
| 2020  | Shedaresthedevil   | États-Unis | Daredevil          | Florent Géroux      | Brad Cox                | Flurry Racing, Qatar Racing & Big Aut | 1'48"28 |
| 2019  | Serengeti Empress  | États-Unis | Alternation        | Jose Ortiz          | Tom Amoss               | Joel Politi                           | 1'50"17 |
| 2018  | Monomoy Girl       | États-Unis | Tapizar            | Florent Géroux      | Brad Cox                | Dubb, Monomoy, Elkstone & Co          | 1'49"13 |
| 2017  | Abel Tasman        | États-Unis | Quality Road       | Mike E. Smith       | Bob Baffert             | China Horse Club                      | 1'51"62 |
| 2016  | Cathryn Sophia     | États-Unis | Street Boss        | Javier Castellano   | John Servis             | Cash Is King Stable                   | 1'50"53 |
| 2015  | Lovely Maria       | États-Unis | Majesticperfection | Kerwin Clark        | J. Larry Jones          | Brereton C. Jones                     | 1'50"45 |
| 2014  | Untapable          | États-Unis | Tapit              | Rosie Napravnik     | Steve Asmussen          | Winchell Thoroughbreds                | 1'48"68 |
| 2013  | Princess of Sylmar | États-Unis | Majestic Warrior   | Mike E. Smith       | Todd Pletcher           | King of Prussia Stables               | 1'49"17 |
| 2012  | Believe You Can    | États-Unis | Proud Citizen      | Rosie Napravnik     | J. Larry Jones          | Brereton C. Jones                     | 1'49"50 |
| 2011  | Plum Pretty        | États-Unis | Medaglia d'Oro     | Martin Garcia       | Bob Baffert             | Peachtree Stable                      | 1'49"50 |
| 2010  | Blind Luck         | États-Unis | Pollard's Vision   | Rafael Bejarano     | Jerry Hollendorfer      | Hollendorfer, DeDomenico & Carver     | 1'50"70 |
| 2009  | Rachel Alexandra   | États-Unis | Medaglia d'Oro     | Calvin Borel        | Hal R. Wiggins          | Dolphus C. Morrison                   | 1'48"87 |
| 2008  | Proud Spell        | États-Unis | Proud Citizen      | Gabriel Saez        | J. Larry Jones          | Brereton C. Jones                     | 1'50"01 |
| 2007  | Rags to Riches     | États-Unis | A.P. Indy          | Garrett Gomez       | Todd Pletcher           | Michael Tabor                         | 1'49"99 |
| 2006  | Lemons Forever     | États-Unis | Lemon Drop Kid     | Mark Guidry         | Dallas Stewart          | Dallas Stewart                        | 1'50"07 |
| 2005  | Summerly           | États-Unis | Summer Squall      | Jerry D. Bailey     | Steve Asmussen          | Winchell Thoroughbreds                | 1'50"23 |
| 2004  | Ashado             | États-Unis | Saint Ballado      | John Velazquez      | Todd A. Pletcher        | Starlight Stables                     | 1'50"81 |
| 2003  | Bird Town          | États-Unis | Cape Town          | Edgar Prado         | Nick Zito               | Marylou Whitney Stables               | 1'48"64 |
| 2002  | Farda Amiga        | États-Unis | Broad Brush        | Chris McCarron      | Paulo Lobo              | J. De Camargo                         | 1'50"41 |
| 2001  | Flute              | États-Unis | Seattle Slew       | Jerry Bailey        | Robert J. Frankel       | Juddmonte Farms                       | 1'48"85 |
| 2000  | Secret Status      | États-Unis | A.P. Indy          | Pat Day             | Neil J. Howard          | William S. Farish                     | 1'50"30 |
| 1999  | Silverbulletday    | États-Unis | Silver Deputy      | Gary Stevens        | Bob Baffert             | Mike Pegram                           | 1'49"92 |
| 1998  | Keeper Hill        | États-Unis | Deputy Minister    | David R. Flores     | Robert J. Frankel       | John A. Chandler                      | 1'52"06 |
| 1997  | Blushing K.D.      | États-Unis | Blushing John      | Lonnie Meche        | Sam David, Jr.          | James & Sue Burns                     | 1'50"29 |
| 1996  | Pike Place Dancer  | États-Unis | Seattle Dancer     | Corey Nakatani      | Jerry Hollendorfer      | Jerry Hollendorfer                    | 1'49"88 |
| 1995  | Gal in A Ruckus    | Canada     | Bold Ruckus        | Herb McCauley       | John T. Ward, Jr.       | John C. Oxley                         | 1'50"09 |
| 1994  | Sardula            | États-Unis | Storm Cat          | Eddie Delahoussaye  | Brian A. Mayberry       | Jerry Moss                            | 1'51"16 |
| 1993  | Dispute            | États-Unis | Danzig             | Jerry Bailey        | Claude R. McGaughey III | Ogden Mills Phipps                    | 1'52"47 |
| 1992  | Luv Me Luv Me Not  | États-Unis | It's Freezing      | Fabio Arguello, Jr. | Glenn Wismer            | Philip Maas                           | 1'51"41 |
| 1991  | Lite Light         | États-Unis | Majestic Light     | Corey Nakatani      | Jerry Hollendorfer      | Oaktown Stable                        | 1'48"80 |
| 1990  | Seaside Attraction | États-Unis | Seattle Slew       | Chris McCarron      | D. Wayne Lukas          | Overbrook Farm                        | 1'52"80 |
| 1989  | Open Mind          | États-Unis | Deputy Minister    | Angel Cordero, Jr.  | Wayne Lukas             | Eugene V. Klein                       | 1'50"60 |
| 1988  | Goodbye Halo       | États-Unis | Halo               | Pat Day             | Charlie Whittingham     | Arthur B. Hancock III.                | 1'50"40 |